# Andris Liepa
Andris Liepa, né le 6 janvier 1962 à Moscou, est un danseur classique, chorégraphe, directeur artistique de Ballet du Kremlin, président de la fondation Maris Liepa. Artiste du peuple de la fédération de Russie en 2009.

## Biographie

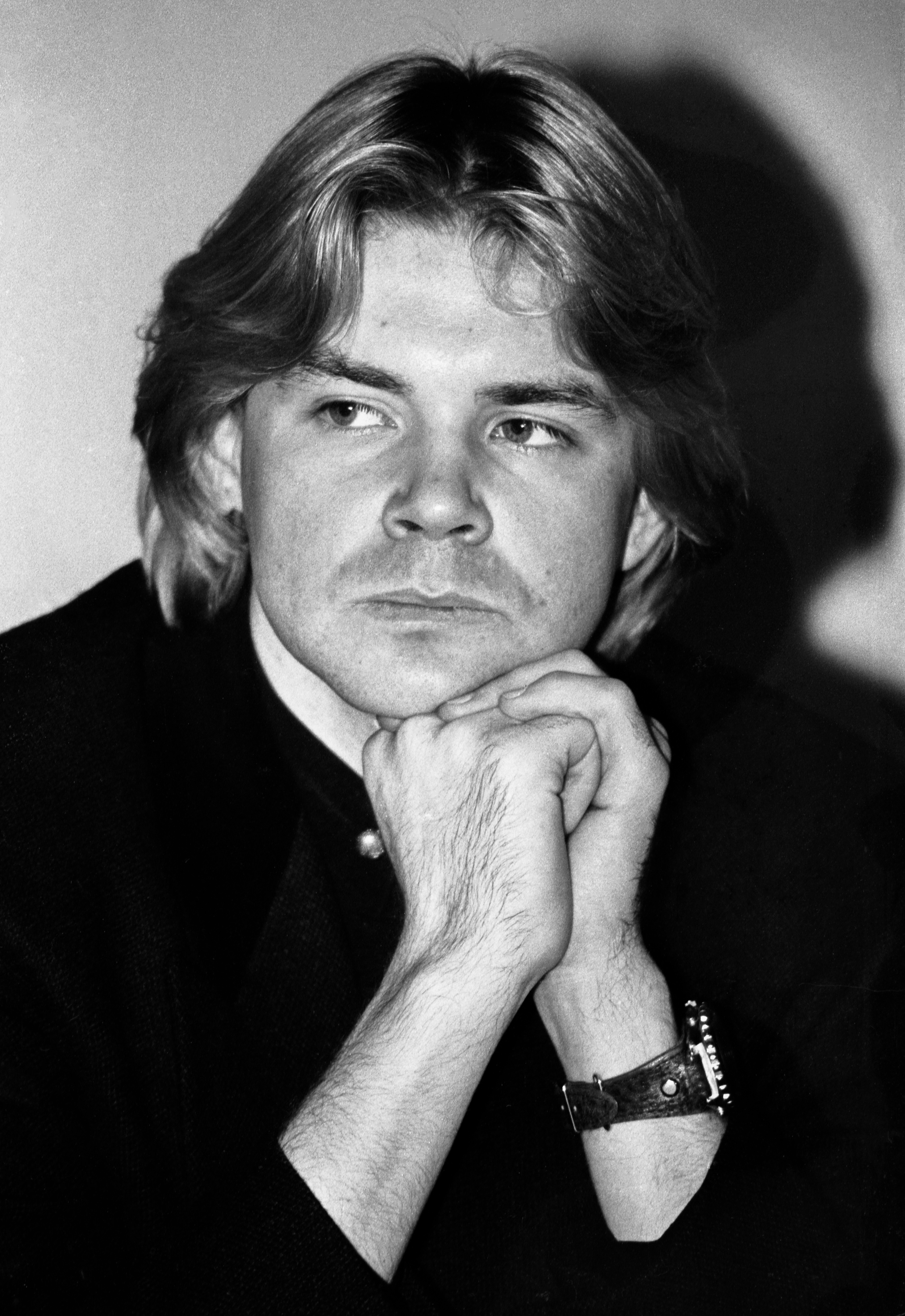
Andris Liepa en 1994.

Fils de Maris Liepa, un danseur letton et de Margarita Jigounova, actrice russe, Andris Liepa naît à Moscou. Sa sœur cadette Ilze deviendra elle aussi danseuse classique.
En 1980, il est diplômé de l'Académie de chorégraphie de Moscou et devient soliste du ballet du Théâtre Bolchoï. En 1981, il devient lauréat du IVe Concours International de Ballet dans la catégorie junior.
En 2005, commence sa collaboration avec la troupe de Ballet du Kremlin pour laquelle, en 2009, il conçoit le projet « Saisons russes du XXIe siècle », reproduisant les créations de Michel Fokine de l'entreprise de Diaghilev dans une nouvelle édition, ainsi que la remise en scène des ballets perdus des Ballets Russes,,. Ainsi, en 2010, il présente notamment Le Pavillon d'Armide, le Prélude à l'Après-midi d'un faune et L'Oiseau de feu. En 2011, on trouve au programme Les Sylphides, Petrouchka et Danses polovtsiennes,. En 2012, le public redécouvre trois œuvres marquantes - Cléopâtre, Le Spectre de la rose et L'Oiseau de feu.
En 2014, Andris Liepa remplace Andrei Petrov au poste de directeur artistique du Ballet du Kremlin.